# 萱和磨
萱和磨（日语：／ Kaya Kazuma，1996年11月19日—），日本體操運動員，他代表日本隊參加了日本舉行的2020年夏季奧林匹克運動會，並且在男子團體全能比賽上獲得銀牌。